# Čuang Ce-tung
Čuang Ce-tung (25. srpna 1940 – 10. února 2013) byl čínský stolní tenista a trojnásobný mistr světa. Kromě toho byl významnou politickou osobností během Kulturní revoluce. Jeho setkání s Američanem Glennem Cowanem na mistrovství světa ve stolním tenise bylo impulsem zlepšení vztahů mezi Čínou a USA.

## Život
Čuang se narodil v srpnu 1940 a již v mládí se připojil k čínské reprezentaci ve stolním tenise. Jeho trenérem byl tehdy Fu Cifan. V roce 1961 na mistrovství světa ve stolním tenise získal svůj první titul mistra světa mezi muži v jednotlivcích, a na následujících dvou mistrovstvích světa, v letech 1963 a 1965, opět zvítězil mezi muži v jednotlivcích.

### Politická kariéra
Pingpongová diplomacie
V roce 1971 navštívili Čuang Ce-tung s reprezentací 31. mistrovství světa ve stolním tenise. Během utkání v japonské Nagoyi se člen amerického týmu Glenn Cowan zpozdil a ujel mu autobus a proto se posadil do autobusu čínské reprezentace. Na rozdíl od svých spoluhráčů, kteří Cowana ignorovali, Čuang Ce-tung ho přivítal a daroval mu sítotiskový obrázek hor Chuang-šan, čímž začala takzvaná pingpongová diplomacie. Deset měsíců po náhodném setkání Čžuana s Cowanem navštívil tehdejší prezident Spojených států Richard Nixon Čínu.
Pingpongová diplomacie nakonec vedla k normalizaci čínsko-amerických vztahů.

### Kulturní revoluce a její následky
V roce 1973 se Čuang Ce-tung stal oblíbencem Ťiang Čching, manželky Mao Ce-tunga. Po pádu "Gangu čtyř" v říjnu 1976, ve kterém figurovala i Ťiang Čching, byl Čuang Ce-tung uvězněn a podroben vyšetřování. Vyšetřování skončilo v roce 1980, a poté byl poslán do Tchaj-jüanu v provincii Šan-si, kde začal pracovat jako trenér provinční reprezentace.

### Úmrtí
Čuang Ce-tungovi byla v roce 2008 diagnostikována rakovina tlustého střeva. Během pěti let podstoupil léčbu v nemocnicích v Pekingu, Šanghaji a provincii Che-pej, ale závažnou nemoc se nepodařilo lokalizovat, metastázy se rozšířily do jater a plic. Sportovec dobře věděl o stavu své nemoci: při setkání s významnými osobnostmi stolního tenisu řekl, že vede "poslední boj s rakovinou".
10. února 2013 zemřel.